# Урибия
Урибия (исп. Uribia) — город и муниципалитет на северо-востоке Колумбии, на территории департамента Гуахира.

## История
Урибия была основана 1 марта 1935 года и получила своё имя в честь Рафаэля Урибе Урибе (1859—1914), лидера Колумбийской либеральной партии.

## Географическое положение

Муниципалитет Урибия

Урибия расположена в северо-восточной части департамента, на территории полуострова Гуахира, на расстоянии приблизительно 790 километров к северо-северо-востоку (NNE) от столицы страны Боготы. Абсолютная высота — 29 метров над уровнем моря.

Площадь муниципалитета составляет 7905 км².

## Население
По данным Национального административного департамента статистики Колумбии, совокупная численность населения города и муниципалитета в 2012 году составляла 156 496 человек.
Динамика численности населения города по годам:
| 2005    | 2006    | 2007    | 2008    | 2009    | 2010    | 2011    | 2012    |
| ------- | ------- | ------- | ------- | ------- | ------- | ------- | ------- |
| 117 674 | 123 175 | 128 473 | 133 886 | 139 397 | 144 990 | 150 702 | 156 496 |

Согласно данным переписи 2005 года мужчины составляли 49,4 % от населения города, женщины — соответственно 50,6 %. В расовом отношении индейцы составляли 95,9 % от населения города; белые и метисы — 4 %; негры, мулаты и райсальцы — 0,1 %.
Уровень грамотности среди всего населения составлял 32,3 %.

## Экономика и транспорт
Основу экономики города составляет животноводство, а также добыча угля и природного газа. 46,4 % от общего числа городских и муниципальных предприятий составляют предприятия торговой сферы, 22,8 % — предприятия сферы обслуживания, 29,7 % — промышленные предприятия, 1 % — предприятия иных отраслей экономики. Ближайший аэропорт расположен вблизи города Манауре.